# José Travieso Quelle
José Antonio Travieso Quelle (Vivero, 18-octubre-1917 – Santiago de Compostela, 5-noviembre -2005) fue un escritor y periodista que ejerció labores de redacción en diarios como "La Noche", "El Correo Gallego" y  "El Ideal Gallego". Colaboró en la "Hoja del Lunes" de La Coruña con la columna semanal "Rúa del Villar" que le dio gran popularidad en la capital herculina. A finales de la década de los sesenta colaboró también en la revista "Chan" que dirigía el prestigioso periodista "Borobó". Firmaba habitualmente con diferentes seudónimos como los de "Jotraque", "O Trasno" ó "Roque Landro".
Observador sagaz de los ambientes  en los que le tocó vivir y dotado de una sátira y un humor inconfundibles, retrata con su peculiar ironía y un halo evocador muy característico personajes y costumbres de su momento en artículos que le proporcionaron numerosos lectores tanto en Compostela como en toda Galicia.   
En el año 1971 le fue concedido el primer premio en el “Iº Certame Literario Cidade de Viveiro” por su trabajo "Divagaciones transcendentales sobre la ciudad que siempre ríe". Años después de su fallecimiento, la Asociación  Cultural “Estabañón” editó una antología de textos suyos de temática vivariense bajo el título “Viveiro, síntesis del incensario y la gaita”.

## Obra musical
Gran aficionado a la música, intérprete de violín en sus ratos libres, componía canciones de estructura melódica y armónica muy sencilla como “O Grove”,  “Peixe Fresco” o “Ares”, con la que obtuvo en 1975 el I Premio en el “Festival de la Canción Ría de Ares”. Destaca en su producción la canción “Catro Vellos Mariñeiros” que alcanzó gran éxito, pasando a formar parte del repertorio habitual de coros y cantantes solistas y de la que se hicieron diferentes versiones. En sus estrofas recrea con añoranza la labor de los pescadores de su pueblo natal. Fue compuesta en Santiago en el año 1945, en el ambiente cordial de una tertulia de amigos que se reunían en la taberna “O Sete Velo”, sita en la calle “A Raiña” haciendo esquina con la plazuela de Fonseca, a raíz de ser destinado José Travieso a la capital gallega como militar del cuartel de Infantería una vez rematada la Guerra Civil Española.